# Sladenia shaefersi
Sladenia shaefersi is een straalvinnige vissensoort uit de familie van zeeduivels (Lophiidae). De wetenschappelijke naam van de soort is voor het eerst geldig gepubliceerd in 1976 door Caruso & Bullis.